# Károly Markó il Vecchio
Károly Markó il Vecchio, noto anche come Carlo Marco il Vecchio (Levoča, 23 novembre 1793 – Firenze, 19 novembre 1860), è stato un pittore ungherese, uno dei più grandi paesaggisti ungheresi della prima metà del XIX secolo.

## Biografia

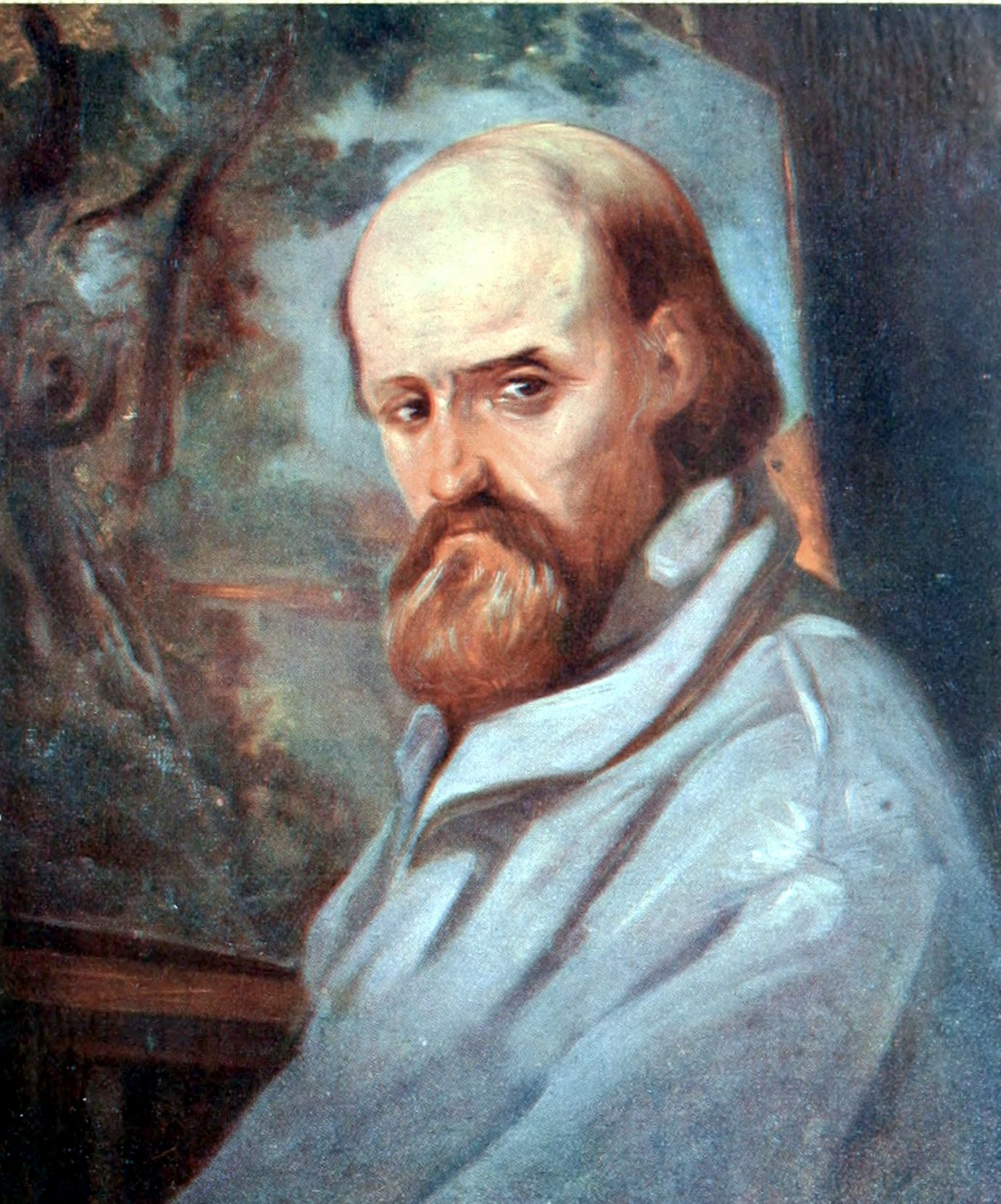
Autoritratto

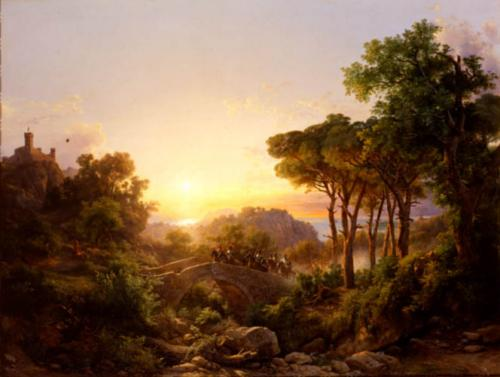
Paesaggio al tramonto

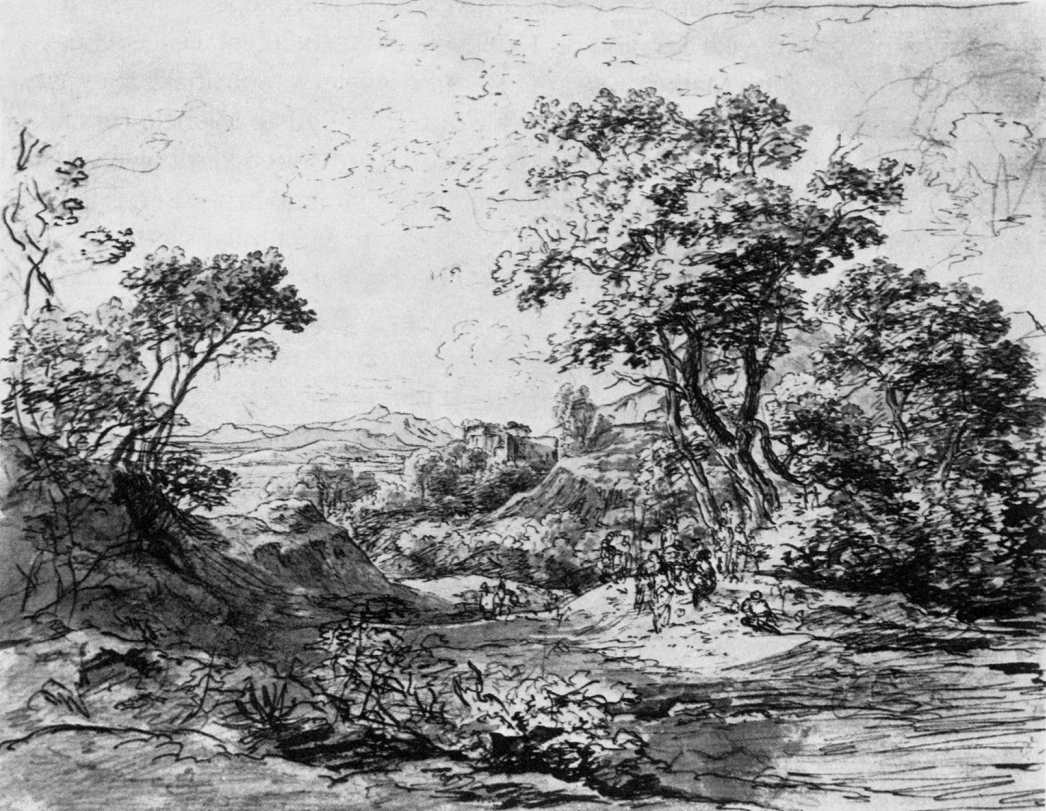
Paesaggio

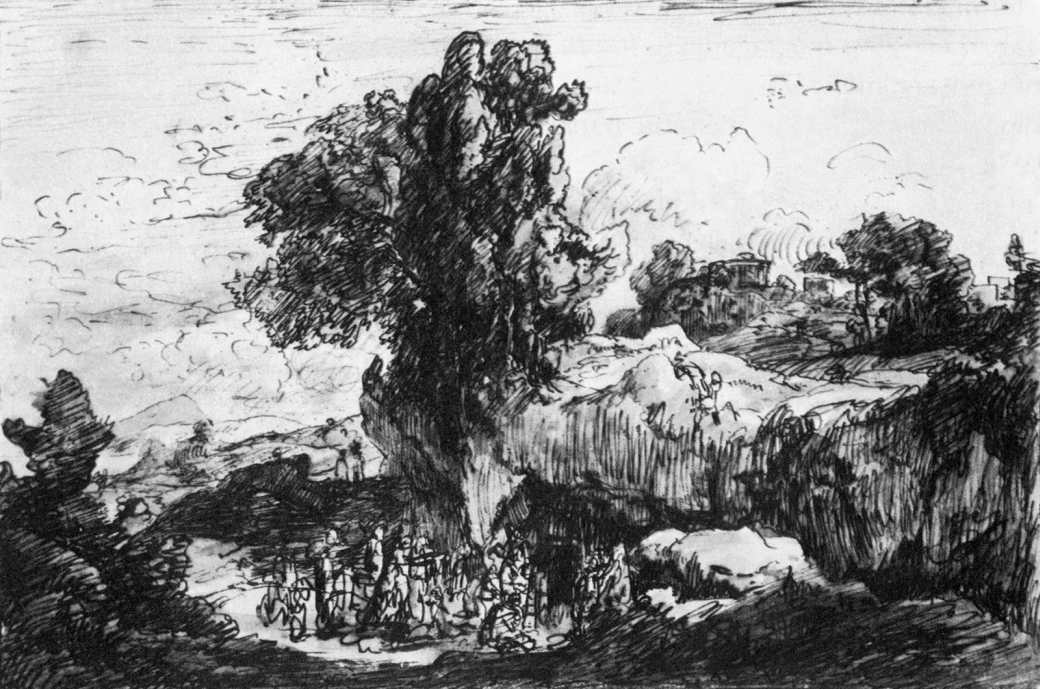
Paesaggio

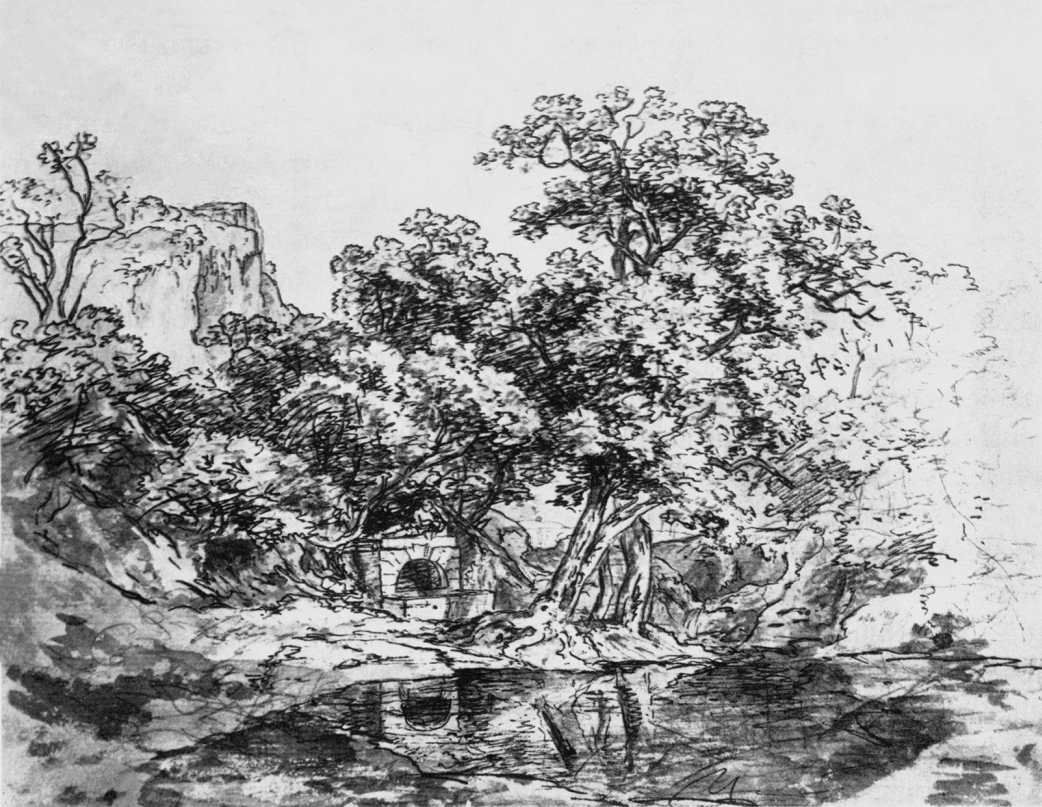
Paesaggio con lago

Károly Markó il Vecchio è il capostipite di una famiglia di artisti, dato che i suoi quattro figli si dedicarono alle arti,
tra i quali Károly Markó il Giovane.
Nei primi anni dell'Ottocento, sebbene fosse già interessato all'arte, studiò ingegneria a Pest e Cluj-Napoca. Dal 1812 al 1818, 
lavorò come ingegnere a Stará Ľubovňa e Rožňava.
Fu in quest'ultima città che realizzò i suoi primi dipinti, ispirandosi a quelli di noti artisti contemporanei.
Nel 1818, andò a Pest per perfezionarsi nel disegno.
Successivamente, dal 1822, Károly Markó studiò all'Accademia di belle arti di Vienna,laureandosi in storia e pittura di paesaggio.
All'inizio della sua carriera Markó il Vecchio dipinse diversi castelli, i più noti dei quali sono gli adattamenti della serie del pittore tedesco Josef Anton Fischer.
Intorno al 1830 realizzò numerosi paesaggi raffiguranti le regioni ungheresi in stile neoclassico: Visegrád è il più famoso tra questi,e risultò uno dei primi pezzi rappresentanti il suo passaggio alla pittura a olio.
Nel decennio viennese, dal 1822 al 1832 eseguì ritratti e miniature decorative di gusto Biedermeier.
Grazie al contributo del banchiere Geymüller si trasferì in Italia nel 1832, dove trascorse tutto il resto della sua vita.
Soggiornò e lavorò a Roma, Pisa e Firenze, seguendo lo stile del
paesaggio eroico, classicheggiante, caratterizzato dalle tematiche accademiche, con presenza di figure mitologiche, sacre o folcloristiche, oltre che dalle trasparenze e dalle evocazioni magiche di Claude Lorrain, considerato il maestro del genere del paesaggio ideale. Tutti i suoi temi preferiti furono eseguiti con tratto fine e delicato e colori smaglianti.
Pescatori e La regione Tivoli sono gli esempi maggiormente rappresentanti questo stile.
La Puszta, grande pianura ungherese, è un'altra serie di dipinti famosa, manifestante un ricordo della sua visita in Ungheria nel 1853, influenzato dal Romanticismo.
È sepolto nel Cimitero Monumentale della Misericordia dell'Antella, Comune di Bagno a Ripoli, provincia di Firenze.

## Opere
- Visegrád (Budapest, Galleria nazionale ungherese), 1826-1830, olio su tela, 58,5 × 83 cm;
- Viandante e il suo protettore (proprietà privata), 1829, olio su tela, 40 × 53 cm;
- Incontro di Giacobbe e Labano (Budapest, Galleria nazionale ungherese), 1832, olio su tavola, 39 × 52,5 cm;
- Diana a caccia - Ninfe da caccia (Budapest, Galleria nazionale ungherese), 1833, olio su tavola, 39 × 52,5 cm;
- Tarantella (collezione privata), 1835, olio su tela, 64 × 84 cm;
- Veduta di Roma (collezione privata), 1835, gouache su cartone, 27 × 22,8 cm;
- Il bagno di Venere (proprietà privata), 1830-1840 circa, gouache su cartone, 19 × 26 cm;
- Donne al pozzo (collezione privata), 1836, olio su tela, 63,5 × 84 cm;
- Paesaggio ideale (Vienna, Österreichische Galerie Belvedere), 1837, olio su tela, 36 × 41,5 cm;
- Paesaggio italiano con viadotto e arcobaleno (Budapest, Galleria nazionale ungherese), 1838, olio su tela, 75 × 100 cm;
- Vicino a Tivoli (Budapest, Galleria nazionale ungherese), 1839, olio su tela, 63 × 84,5 cm;
- Il battesimo di Cristo nel Giordano (Budapest, Galleria nazionale ungherese), 1840-1841, olio su tavola, 44 × 64,5 cm;
- La campagna romana (Budapest, Galleria nazionale ungherese), 1843, olio su tela, 76 × 100,5 cm;
- Paesaggio vicino a Tivoli con scena di cantina (Budapest, Galleria nazionale ungherese), 1846, olio su tela, 116 × 163 cm;
- La morte di Euridice (Budapest, Galleria nazionale ungherese), 1847, olio su cartone, 28,5 × 41 cm;
- Veduta di Lappeggi (Budapest, Galleria nazionale ungherese), 1848, olio su tela, 39,5 × 55,3 cm;
- Paesaggio con la vocazione di san Pietro (Vienna, Österreichische Galerie Belvedere), 1848, olio su tavola;
- Pescatore (Budapest, Galleria nazionale ungherese), 1851, olio su tela, 110 × 164,5 cm;
- La Puszta (Budapest, Galleria nazionale ungherese), 1853, olio su tela, 39,5 × 52 cm;
- Paesaggio ungherese - Grande pianura (Budapest, Galleria nazionale ungherese), 1853, olio su tela, 41 × 53 cm;
- Incontro tra Ruth e Boaz (proprietà privata), 1857, olio su tela, 107 × 138 cm;
- Acqua Nera vicino a Roma (Budapest, Galleria Nazionale Ungherese), 1858, olio su tela, 113 × 141,5 cm.